# China op de Olympische Jeugdwinterspelen 2012
China was een van de landen die deelnamen aan de Olympische Jeugdwinterspelen 2012 in Innsbruck, Oostenrijk.

## Medailleoverzicht
| Sport                                                                    | Olympiër             | Onderdeel               | Medaille |
| ------------------------------------------------------------------------ | -------------------- | ----------------------- | -------- |
| Biatlon                                                                  | Cheng Fanming        | 7,5 km sprint (m)       | Goud     |
| Kunstrijden                                                              | Yan Han              | solo (m)                | Goud     |
| Kunstrijden                                                              | Yu Xiaoyu Jin Yang   | paren                   | Goud     |
| Schaatsen                                                                | Liu An               | 500 m (m)               | Goud     |
| Schaatsen                                                                | Yang Fan             | 1500 m (m)              | Goud     |
| Schaatsen                                                                | Yang Fan             | 3000 m (m)              | Goud     |
| Schaatsen                                                                | Yang Fan             | massastart (m)          | Goud     |
| Schaatsen                                                                | Shi Xiaoxuan         | 500 m (v)               | Zilver   |
| Schaatsen                                                                | Liu An               | 1500 m (m)              | Zilver   |
| Shorttrack                                                               | Xu Aili              | 500 m (v)               | Zilver   |
| Shorttrack                                                               | Xu Aili              | 1000 m (v)              | Zilver   |
| Biatlon                                                                  | Cheng Fangming       | 10 km achtervolging (m) | Brons    |
| Kunstrijden                                                              | Li Zijun             | solo (v)                | Brons    |
| Shorttrack                                                               | Xu Hongzhi           | 500 m (m)               | Brons    |
| Shorttrack                                                               | Xu Hongzhi           | 1000 m (m)              | Brons    |
| Als lid van een gemengd landenteam (telt niet mee voor landenklassement) |                      |                         |          |
| Shorttrack                                                               | Lu Xiucheng Xu Aili  | gemengd team            | Goud     |
| Shorttrack                                                               | Xu Hongzhi Qu Chunyu | gemengd team            | Zilver   |

## Deelnemers en resultaten
(m) = mannen, (v) = vrouwen 

### Biatlon
| Olympiër       | Onderdeel                | Resultaat | Prestatie                       |
| -------------- | ------------------------ | --------- | ------------------------------- |
| Cheng Fangming | 7,5 km sprint (m)        | Goud      | 19.21,7 (-) pen.: 1 (0+1)       |
| Cheng Fangming | 10 km achtervolging (m)  | Brons     | +14,6 pen.: 7 (2+1+1+3)         |
|                |                          |           |                                 |
| Song Na        | 6 km sprint (v)          | 17e       | 19.19,2 (+1.51,5) pen.: 2 (2+0) |
| Song Na        | 7,5 km achtervolging (v) | 23e       | +7.23,7 pen.:7 (0+2+4+1)        |
| Zhang Zhaohan  | 6 km sprint (v)          | 23e       | 19.51,1 (+2.23,4) pen.: 4 (1+3) |
| Zhang Zhaohan  | 7,5 km achtervolging (v) | 17e       | +5.39,1 pen.:7 (3+1+1+2)        |

### Curling
| Olympiër                               | Onderdeel      | Resultaat   | Prestatie |
| -------------------------------------- | -------------- | ----------- | --- |
| Bai Yang Wang Jinbo Cao Ying Yang Ying | gemengd team   | 9e          | Voorronde: blauwe groep 4-5 Noorwegen 8-1 Zuid-Korea 6-7 Nieuw-Zeeland 6-5 Tsjechië 3-7 Zwitserland 7-3 Estland 1-8 Verenigde Staten Beslissingswedstrijd 3-6 Noorwegen |
|                                        |                |             | |
| Bai Yang + CZE Alzbeta Baudysova       | dubbeltoernooi | 1/32 finale | 1/32F: 9-10 AUT Irena Brettbacher + ITA Amos Mosaner |
| Wang Jin-bo + NOR Ina Roll Backe       | dubbeltoernooi | 1/16 finale | 1/32F: 8-7 AUT Camilla Schnabel + SWE Jordan Wahl 1/16F: 1-6 GER Nicole Muskatewitz + SUI Michael Brunner                                                               |
| Cao Ying + JPN Shingo Usui             | dubbeltoernooi | 1/32 finale | 1/32F: 4-6 CAN Corryn Brown + AUT Martin Reichel |
| Yang Ying + USA Tom Howell             | dubbeltoernooi | 1/16 finale | 1/32F: 10-2 SUI Lisa Gisler + AUT Mathias Genner 1/16F: 4-10 KOR Kim Eunbi + NOR Martin Sesaker                                                                         |

### IJshockey
| Olympiër   | Onderdeel                 | Resultaat | Prestatie                                |
| ---------- | ------------------------- | --------- | ---------------------------------------- |
| Liu Qing   | vaardigheidswedstrijd (m) | 7e        | 13 punten (kwalificatie: 7e (12 punten)) |
|            |                           |           |                                          |
| Sun Jiayue | vaardigheidswedstrijd (v) | 12e       | kwalificatie: 4 punten                   |

### Kunstrijden
| Olympiër           | Onderdeel | Resultaat | Prestatie                              |
| ------------------ | --------- | --------- | -------------------------------------- |
| Yan Han            | solo (m)  | Goud      | 192.45 [kk: 59.65 (1), vk: 132.80 (1)] |
|                    |           |           |                                        |
| Li Zijun           | solo (v)  | Brons     | 157.70 [kk: 50.92 (3), vk: 106.78 (2)] |
|                    |           |           |                                        |
| Yu Xiaoyu Jin Yang | paren     | Goud      | 153.82 [kk: 51.79 (1), vk: 102.03 (1)] |

### Langlaufen
| Olympiër | Onderdeel         | Resultaat | Prestatie         |
| -------- | ----------------- | --------- | ----------------- |
| Ma Chun  | 5 km klassiek (v) | 20e       | 16.34,9 (+2.16,9) |
| Ma Chun  | sprint (v)        | 22e       | kwartfinale       |

### Schaatsen
| Olympiër     | Onderdeel      | Resultaat | Prestatie                      |
| ------------ | -------------- | --------- | ------------------------------ |
| Liu An       | 500 m (m)      | Goud      | 75,50 [37,66 + 37,83]          |
| Liu An       | 1500 m (m)     | Zilver    | 2.00,28 (+ 6,08)               |
| Liu An       | massastart (m) | 22e       | 10 ronden geschaatst           |
| Yang Fan     | 1500 m (m)     | Goud      | 1.54,20                        |
| Yang Fan     | 3000 m (m)     | Goud      | 4.03,22                        |
| Yang Fan     | massastart (m) | Goud      | 7.10,23                        |
|              |                |           |                                |
| Fu Yuan      | 1500 m (v)     | 4e        | 2.11,94 (+ 3,77)               |
| Fu Yuan      | 3000 m (v)     | 5e        | 4.47,52 (+ 10,19)              |
| Fu Yuan      | massastart (v) | 22e       | 5 ronden geschaatst            |
| Shi Xiaoxuan | 500 m (v)      | Zilver    | 84,32 (+ 2,64) [41,98 + 42,34] |
| Shi Xiaoxuan | 1500 m (v)     | 9e        | 2.15,98 (+ 7,81)               |
| Shi Xiaoxuan | massastart (v) | 11e       | 6.09,17 (+ 8,11)               |

### Schansspringen
| Olympiër  | Onderdeel       | Resultaat | Prestatie                     |
| --------- | --------------- | --------- | ----------------------------- |
| Li Xueyao | individueel (v) | 11e       | 161,6 ptn. (59,5 m en 58,0 m) |

### Shorttrack
| Olympiër                                                            | Onderdeel                | Resultaat | Prestatie                                            |
| ------------------------------------------------------------------- | ------------------------ | --------- | ---------------------------------------------------- |
| Lu Xiucheng                                                         | 500 m (m)                | 9e        | F (C): 1.32,369 HF (C/D2): 1.32,822 KF (1): 1.30,764 |
| Lu Xiucheng                                                         | 1000 m (m)               | 9e        | F (C): 1.33,689 HF (C/D1): 1.37,035 KF (4): 1.33,582 |
| Xu Hongzhi                                                          | 500 m (m)                | Brons     | F (A): 42,637 HF (A/B1): 42,832 KF (1): 43,022       |
| Xu Hongzhi                                                          | 1000 m (m)               | Brons     | F (A): 1.29,576 HF (A/B1): 1.31,377 KF (2): 1.34,610 |
|                                                                     |                          |           |                                                      |
| Qu Chunyu                                                           | 500 m (v)                | 9e        | F (A): - HF (A/B1): 45,624 KF (2): 46,378            |
| Qu Chunyu                                                           | 1000 m (v)               | 7e        | HF (A/B2): - KF (3): 1.39,607                        |
| Xu Aili                                                             | 500 m (v)                | Zilver    | F (A): 44,593 HF (A/B2): 45,593 KF (4): 45,416       |
| Xu Aili                                                             | 1000 m (v)               | Zilver    | F (A): 1.33,351 HF (A/B1): 1.35,362 KF (4): 1.36,614 |
|                                                                     |                          |           |                                                      |
| Team B Xu Aili Lu Xiucheng KOR Park Jung-hyun GBR Jack Burrows      | gemengde landenestafette | Goud      | F (A): 4.21,713 HF (2): 4.21,656                     |
| Team F Qu Chunyu Xu Hongzhi UKR Mariya Dolgopolova GBR Aydin Djemal | gemengde landenestafette | Zilver    | F (B): 4.24,360 HF (1): 4.23,141                     |